# Buccinum baerii
Buccinum baerii är en snäckart som först beskrevs av Middendorff 1848.  Buccinum baerii ingår i släktet Buccinum och familjen valthornssnäckor.

## Underarter
Arten delas in i följande underarter:
- B. b. polium
- B. b. baerii